# Dibharna
Dibharna (nepalski: ध्याङफेदी) – gaun wikas samiti w zachodniej części Nepalu w strefie Lumbini w dystrykcie Arghakhanchi. Według nepalskiego spisu powszechnego z 2011 roku liczył on 1573 gospodarstwa domowe i 6538 mieszkańców (3756 kobiet i 2782 mężczyzn).